# Caecilia disossea
Caecilia disossea é uma espécie de anfíbio gimnofiono. Ocorre no Equador e no Peru. É uma espécie subterrânea existente em floresta húmida primária e em áreas desflorestadas.